# Mühlanger
Mühlanger  este o comună în Saxonia-Anhalt, Germania